# New Fairfield
New Fairfield és un poble dels Estats Units a l'estat de Connecticut. Segons el cens del 2005 tenia 14.261 habitants.

## Demografia
Segons el cens del 2000, New Fairfield tenia 13.953 habitants, 4.638 habitatges, i 3.905 famílies. La densitat de població era de 263,3 habitants/km².
Dels 4.638 habitatges en un 44,5% hi vivien nens de menys de 18 anys, en un 75,3% hi vivien parelles casades, en un 6,5% dones solteres, i en un 15,8% no eren unitats familiars. En el 12,6% dels habitatges hi vivien persones soles el 5% de les quals corresponia a persones de 65 anys o més que vivien soles. El nombre mitjà de persones vivint en cada habitatge era de 3,01 i el nombre mitjà de persones que vivien en cada família era de 3,3.
Per edats la població es repartia de la següent manera: un 30% tenia menys de 18 anys, un 5,1% entre 18 i 24, un 30,3% entre 25 i 44, un 25,9% de 45 a 60 i un 8,6% 65 anys o més.
L'edat mediana era de 37 anys. Per cada 100 dones de 18 o més anys hi havia 96,7 homes.
La renda mediana per habitatge era de 84.375 $ i la renda mediana per família de 92.576 $. Els homes tenien una renda mediana de 65.978 $ mentre que les dones 40.284 $. La renda per capita de la població era de 34.928 $. Aproximadament l'1% de les famílies i l'1,7% de la població estaven per davall del llindar de pobresa.